# Przymorze Wielkie
Przymorze Wielkie – nadmorska dzielnica Gdańska położona w północnej części miasta.

## Położenie
Przymorze Wielkie jest wschodnią częścią obszaru Przymorze. Leży w mezoregionie Pobrzeże Kaszubskie. Od północy graniczy z dzielnicą administracyjną Żabianka-Wejhera-Jelitkowo-Tysiąclecia oraz z wodami Zatoki Gdańskiej, od wschodu graniczy z Brzeźnem i Zaspą-Rozstajami, od zachodu styka się z Przymorzem Małym.

## Charakterystyka
Przymorze Wielkie jest drugim pod względem gęstości zaludnienia obszarem w Gdańsku i trzecim pod względem liczby ludności. Zabudowa dzielnicy powstała w latach 60. i 70. XX wieku. Istnieją tu dziesięciopiętrowe falowce, w tym najdłuższy, blisko kilometrowy z 16 klatkami, gdzie mieszka ok. 4000 mieszkańców, wybudowany w latach 1970-1973. W ostatnich latach zbudowana tu została grupa jednych z najwyższych budynków mieszkalnych w Gdańsku (o wysokości ponad 50 m).
W dzielnicy znajduje się m.in. Park Nadmorski im. Ronalda Reagana, Galeria Przymorze.

### Jednostki terytorialne
Historyczne:
- Biały Dwór
- Czarny Dwór
- Czerwony Dwór

Współczesne:
- Osiedle nr 1 – od ul. Kołobrzeskiej do granicy z Zaspą-Rozstajami i Jelitkowskim Dworem
- Osiedle nr 2 – między ul. Piastowską a ul. Jagiellońską
- Osiedle nr 3 – między ul. Jagiellońską a ul. Obrońców Wybrzeża
- Osiedle nr 4 – między ul. Obrońców Wybrzeża a ul. Kołobrzeską
- Osiedle Jelitkowski Dwór

## Rada Dzielnicy

### III kadencja 2024–2029[4][5]
Wybory do Rady Dzielnicy odbyły się 9 lutego 2025
- Przewodniczący Zarządu Dzielnicy 
  - Krzysztof Skrzypski
- Przewodniczący Rady Dzielnicy 
  - Adam Rozenberg

### II kadencja 2019–2024[11][12][13]
- Przewodniczący Zarządu Dzielnicy 
  - Krzysztof Skrzypski
- Przewodniczący Rady Dzielnicy 
  - Adam Rozenberg

### I kadencja 2015–2019[14]
Wybory do Rady Dzielnicy odbyły się w czerwcu 2016
- Przewodniczący Zarządu Dzielnicy 
  - Krzysztof Skrzypski
- Przewodnicząca Rady Dzielnicy
  - Jolanta Frankowska